# Argentina na Copa do Mundo FIFA de 1934
A seleção da Argentina foi uma das 16 participantes da Copa do Mundo de 1934, que se realizou na Itália.
O treinador era Filippo Pascucci e o capitão era José Nehin. A seleção Argentina foi eliminada na primeira rodada ao cair por 2 a 3 em frente a Seleção da Suécia

## Preparação
Tal como ocorreu com a participação brasileira, a participação argentina ficou marcada pelo "racha" entre amadores e profissionais. A seleção argentina apresentou-se com um conjunto amador porque a Liga Argentina de Football, na que se encontravam os jogadores profissionais, não estava filiada à FIFA e, além disso se negava a ceder a seus jogadores para a Seleção.
Então a AFA apresentou um combinado da Associação Argentina que era a entidade oficial, e outros provenientes da ligas regionais, dirigidos pelo italiano Felipe Pascucci.
Fez-se uma seletiva com 1.800 jogadores amadores. Cada instituição da província tinha que enviar 20 jogadores. Argentina e Chile deviam enfrentar-se para classificar-se para o Mundial, mas como Chile se retirou da eliminatória, Argentina se classificou automaticamente.
Duas semanas antes de embarcar rumo a Europa, o técnico italiano Felipe Pascucci reuniu o plantel em Buenos Aires e começaram os treinamentos. O único amistoso de preparação da equipe, que devia se disputar em 26 de abril na casa do Defensores de Belgrano, não se jogou porque vários jogadores tiveram que acelerar os trâmites burocráticos para obter as permissões de viagem. Viajaram desde o porto de Buenos Aires até o de Génova. Demoraram 36 dias a chegar à Itália. Viajaram no barco Neptuno. A única prática de futebol foi realizada no porto brasileiro de Santos, enfrentando um combinado de trabalhadores de bordo. O restante da preparação foram exercícios na cobertura do navio.
Na convocação figurava o paraguaio Urbieta Sosa, o segundo jogador não nascido na Argentina que representou a Albiceleste num Mundial. O primeiro foi Pedro Arico Suárez no Mundial de 1930 e o terceiro foi Gonzalo Higuaín nos Mundiais de 2010, 2014 e 2018. Além do único treinador estrangeiro da seleção, o italiano Felipe Pascucci, que era o preparador físico do Clube Atlético River Plate. Após a Copa do Mundo, Felipe Pascucci nunca mais retornou à Argentina.
O jogo foi transmitido ao vivo pela Rádio Rivadavia. Foi a primeira vez que uma rádio sul-americana transmitiu uma partida de futebol desde a Europa, no Brasil a cobertura foi exclusivamente impressa. A expedição teve um custo aproximado de $ 24.000 na época, parte do mesmo foi pago pelo país anfitrião.
O capitão deveria ser Alfredo Devincenzi, mas Devincenzi abandonou a concentração para visitar uns familiares em Florência, pelo que foi apartado de seu cargo, e José Nehin, conhecido como "O Turco", se tornou o capitão da equipe.

## Partida
O rival da Argentina foi a Suécia, integrado por jogadores profissionais. Os albicelestes estiveram duas vezes em vantagem durante a partida. Aos 16 minutos ganhava por 1 a 0 com gol de Ernesto Belis num tiro livre. Aos 33 minutos, Jonasson igualou as ações para os suecos e mal iniciado o tempo, aos 4 minutos Alberto Galateo marcou o 2 a 1 para os argentinos. Mas a partir de ali os europeus foram superiores e terminaram levando-se o triunfo por 3 a 2 a dez minutos do final, com o ponta-esquerda Knut Kroon e Eliminando os atuais vice-campeões da Copa do Mundo FIFA de 1930.
De acordo com o jornal italiano Il Littoriale, a Argentina foi superior em estilo e técnica, mas sua defesa era fraca.
Depois da derrota o mais afetado foi o goleiro chaqueño Héctor Freschi, o qual falhou nos dois últimos gols. Freschi abandonou o campo entre soluços: “Foi minha culpa, todo minha culpa”. De volta a Santa Fé, Federico Wilde disse ao jornal "El Orden" que a derrota foi uma casualidade e culpou o goleiro: "Se jogássemos mais dez vezes contra os suecos, nós os venceríamos onze vezes. Ainda não consigo explicar como eles conseguiram nos vencer, porque dominamos o jogo inteiro, mas uma intervenção infeliz do nosso goleiro foi a causa do gol da vitória. Eles devem ter aprendido algo conosco, porque, honestamente, não temos nada a aprender com eles".
A Suécia, no entanto, foi eliminada nas quartas de finais para a Alemanha, por 2 a 1.
| #     | Nome                     | Posição          | Idade            | Clube                        |
| ----- | ------------------------ | ---------------- | ---------------- | ---------------------------- |
|       | Ernesto Albarracín       | Médio            | 27               | Sportivo Buenos Aires        |
|       | Benjamin Ramón Astudillo | Defesa           | 26               | Colón                        |
|       | Ernesto Belis            | Defesa           | 25               | Defensores de Belgrano       |
|       | Enrique Chimento         | Defesa           | 28               | Barracas Central             |
|       | Alfredo Devincenzi       | Avançado         | 23               | Estudiantil Porteño          |
|       | Héctor Freschi           | Portero          | 23               | Sarmiento (Resistencia)      |
|       | Alberto Galateo          | Avançado         | 22               | Unión (Santa Fe)             |
|       | Ángel Grippa             | Portero          | 18               | Sportivo Alsina              |
|       | Roberto Irañeta          | Avançado         | 19               | Gimnasia y Esgrima (Mendoza) |
|       | Luis Izzeta              | Delantero        | 22               | Defensores de Belgrano       |
|       | Arcadio López            | Médio            | 23               | Sportivo Buenos Aires        |
|       | Alfonso Lorenzo          | Médio            | 19               | Barracas Central             |
|       | José Nehin               | Médio            | 21               | Desamparados                 |
|       | Juan Pedevilla           | Defesa           | 24               | Estudiantil Porteño          |
|       | Vicente Francisco Pérez  | Avançado         |                  | Estudiantil Porteño          |
|       | Francisco Rúa            | Avançado         | 23               | Dock Sud                     |
|       | Constantino Urbieta Sosa | Médio            | 26               | Godoy Cruz                   |
|       | Federico Wilde           | Avançado         | 22               | Unión (Santa Fe)             |
| D. T. | Filippo Pascucci         | Filippo Pascucci | Filippo Pascucci | Filippo Pascucci             |